# Baryssinus melasmus
Baryssinus melasmus là một loài bọ cánh cứng trong họ Cerambycidae.